# Мгновенно изменяемая система

Мгновенно изменяемая система

Мгновенно изменяемая система — в строительной механике это система с двумя стержнями, лежащими на одной оси. Такая система является геометрически изменяемой, так как её форма может меняться при неизменной длине стержней. Концы двух стержней, будучи освобождёнными от наложенных связей, описывают дуги с радиусами, равными длинам стержней. Если точка крепления одного из стержней получит смещение по общей касательной этих дуг, то другой стержень не сможет воспрепятствовать этому смещению. Таким образом смещение произойдёт без деформации стержней.
На схеме приведён пример мгновенно изменяемой системы: при сколь угодно малом перемещении точки C система становится неизменяемой. В этом смысле мгновенно изменяемую систему можно рассматривать как предельный случай неизменяемой системы, допускающей бесконечно малые перемещения.